# Nazionale femminile di pallacanestro del Lussemburgo
La nazionale di pallacanestro femminile del Lussemburgo, selezione dei migliori giocatrici di pallacanestro di nazionalità lussemburghese, rappresenta il Lussemburgo alle competizioni internazionali di pallacanestro organizzate dalla FIBA. È gestita dalla Federazione cestistica del Lussemburgo.

## Piazzamenti

### Campionati europei piccoli stati
- 2021 -  1º

## Formazioni

### Campionati europei
Campionato europeo FIBA dei piccoli stati Women 20214 Nürenberg, 5 Meynadier, 6 Mossong, 10 Diederich, 12 Vujakovic, 14 Jablonowski, 15 Orban, 16 Dittgen, 18 Simon, 19 Mreches, 21 Muller, 28 Skrijelj,        All. Mariusz Dziurdzia

## Nazionali giovanili
- Selezioni giovanili della nazionale femminile di pallacanestro del Lussemburgo